# Lascaris Towers

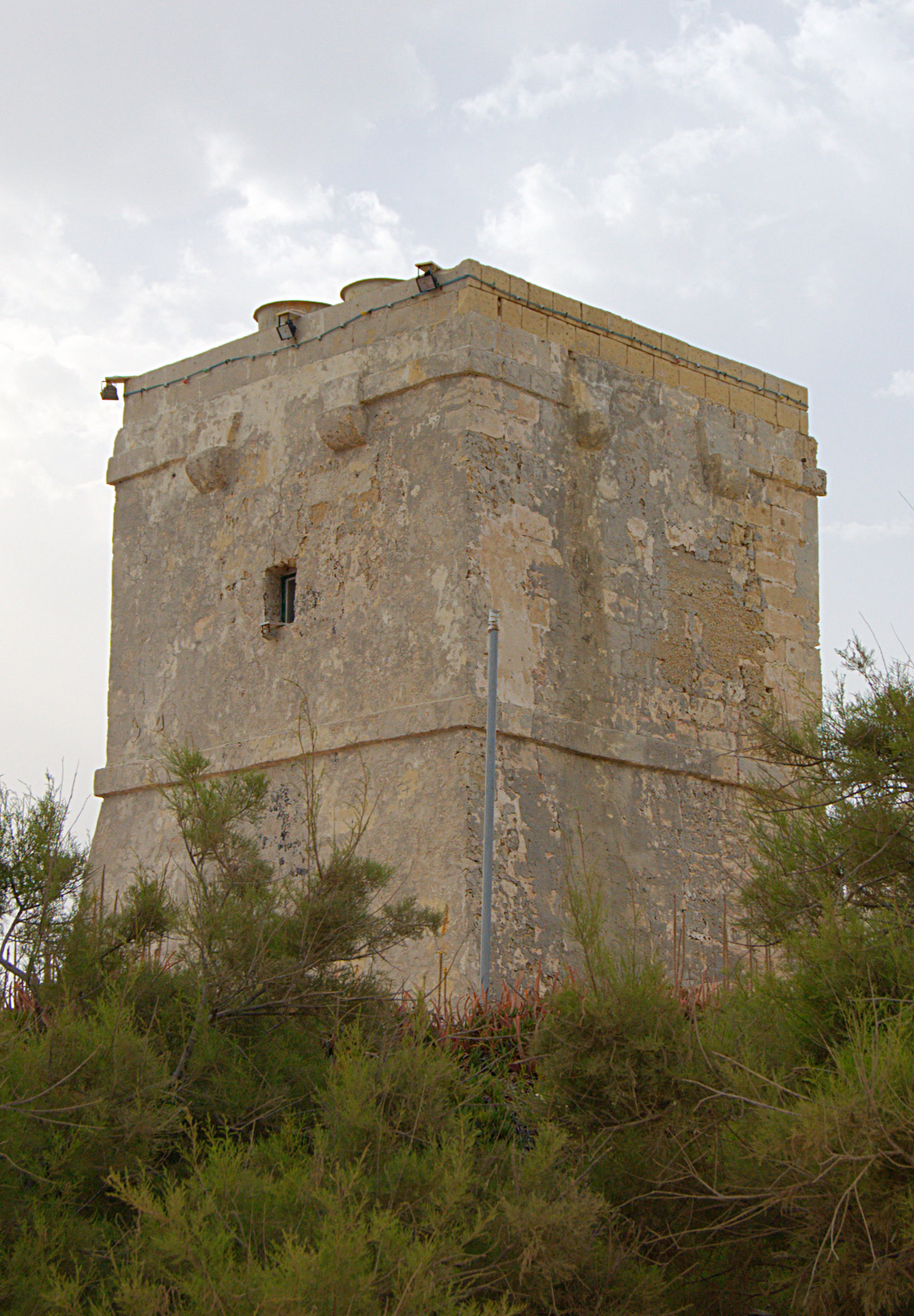
Qawra Tower (2008)

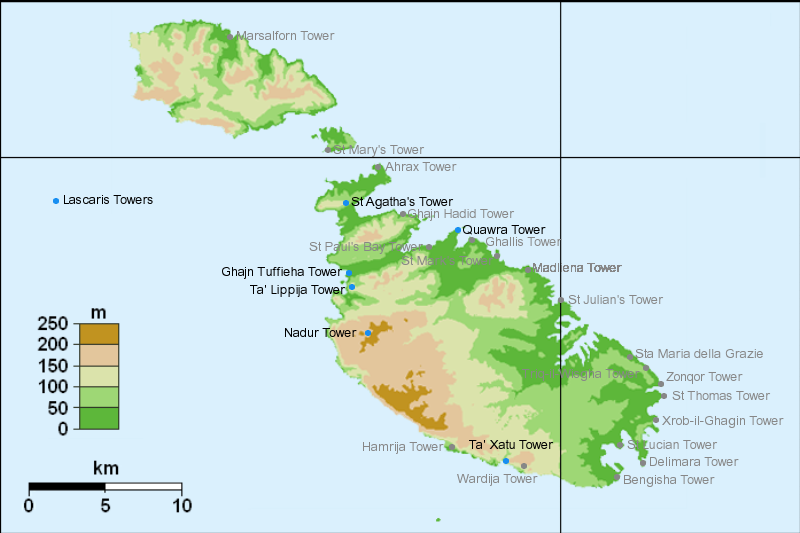
Lascaris Towers

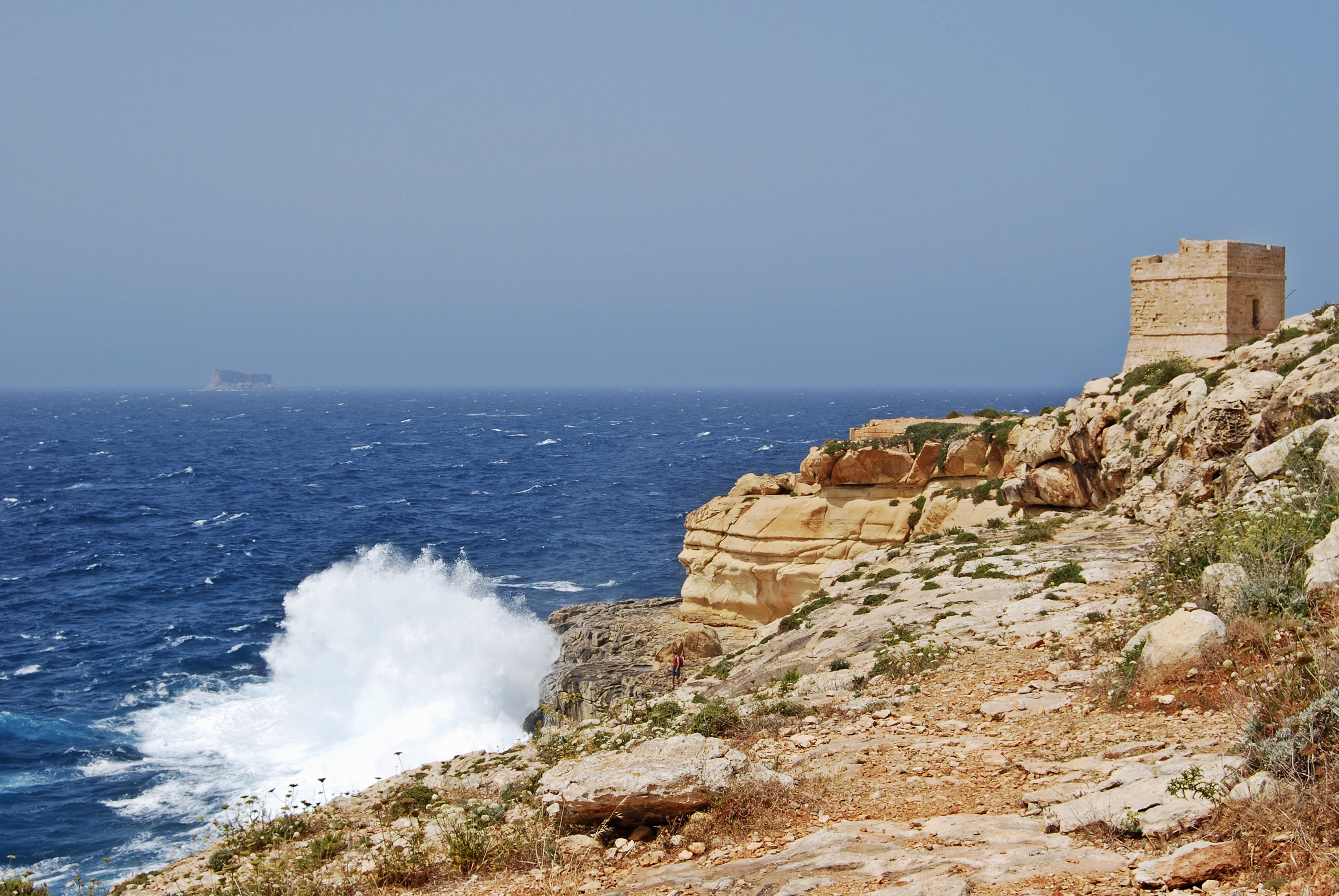
Torri ta’ Xutu (2009)

Die Lascaris Towers sind eine Reihe von Befestigungsanlagen auf Malta, die während der Herrschaft des Großmeisters Jean de Lascaris-Castellar von 1630 bis 1647 erbaut worden sind. Nach ihm werden diese Türme benannt.

## Zweck und Bauweise
Im Vergleich zu den 1609 bis 1614 erbauten Wignacourt Towers hatte sich die Aufgabe dieser Türme geändert. Wesentlich kleiner gebaut und schwächer bewaffnet, dienten sie vorrangig als Beobachtungsposten, von denen bei Annäherung einer gegnerischen Flotte die Garnison in Valletta und an anderen Orten alarmiert werden sollte. Dazu waren die Türme zusammen mit den Wignacourt Towers und den de Redin Towers auf Sichtweite zueinander angeordnet, so dass bei Tag und Nacht optische Signale übermittelt werden konnten. Ihre Aufstellung erfolgte an Abschnitten der Küste, an denen eine Anlandung gegnerischer Truppen aufgrund des Geländes möglich war.
Die Türme hatten einen quadratischen Grundriss, eine Breite bzw. Tiefe von ungefähr acht Metern und eine Höhe von ungefähr zwanzig Metern. Das Erdgeschoss diente normalerweise als Lagerraum. Im ersten Stockwerk befanden sich die Unterkünfte für die Besatzung des Turmes. Der Zugang zu diesem Stockwerk erfolgte über eine Leiter. Von diesem Stockwerk wurde über eine Treppe das Dach betreten, auf dem eine Kanone aufgestellt war. Von hier konnten bei Tag und Nacht optische Signale gegeben werden. Der Beobachtungsposten war durch ein kleines Türmchen vor Wind und Wetter geschützt. Belegt ist die Ausrüstung dieser Türme mit kleineren Kanonen, die hauptsächlich zur Signalgebung und weniger zur Verteidigung der Türme eingesetzt werden konnten.

## Geschichte
Bereits zwischen 1609 und 1620 waren unter der Herrschaft des Großmeisters Alof de Wignacourt an den Küsten Maltas Befestigungstürme errichtet worden. Diese Türme waren relativ groß. Neben der Beobachtung der Küsten und der vorgelagerten Seegebiete sollten sie auch kleinere Angriffe von muslimischen Korsaren abwehren und bei Landung einer größeren Flotte zumindest hinhaltenden Widerstand leisten können. Grundsätzlich hatte sich ihre Konstruktion bewährt. Die Ressourcen des Ordens ließen jedoch die Bemannung einer größeren Anzahl derartiger Türme nicht zu. Daher ging man unter der Herrschaft von Lascaris zum Bau kleinerer Türme über, deren hauptsächlicher Zweck die Beobachtung und Alarmierung war.
Folgende Türme wurden errichtet:
- Ta’ Lippija Tower[1] (1637)
- Għajn Tuffieħa Tower[1] (1637)
- Blat Mogħża Tower[2] (um 1637)
- Nadur Tower[1] (1637)
- Qawra Tower, auch als  Ta' Fra Ben Tower bezeichnet[1] (1638)
- Wied Iż-Żurrieq Tower, auch als Ta' Xuta Tower oder Sciuta Tower bezeichnet[1] (1638)
- St George’s Tower[3] (1638)
- Xlendi Tower[4] (1650)
- Dwejra Tower[1] (1652)

Im Jahre 1649 wurde auf der Marfa Ridge der St Agatha’s Tower erbaut. Obwohl noch während der Regierungszeit Lascaris errichtet, folgt er in seiner Konstruktion den Wignacourt Towers.
Ein Teil der Türme wurde ab 1710 mit zusätzlichen, vorgelagerten Batterien versehen und so den moderneren Anforderungen angepasst.
Während der britischen Kolonialherrschaft wurden diese Türme anfänglich noch genutzt. Captain Dickens schlug 1813 vor, die Türme zu verstärken und die Küstenbefestigungen des Ordens auszubauen. Diese Pläne gelangten jedoch nicht zur Ausführung. 1828 schlug Captain Jones von den Royal Engineers den Abbruch aller Türme vor. Er begründete seinen Vorschlag damit, dass die Türme einem Beschuss mit moderner Artillerie nicht lange standhalten würden, ein Ausbau jedoch zu aufwändig wäre. Der bauliche Zustand der Türme hatte sich in den zurückliegenden Jahren verschlechtert, einige waren in einem ruinösen Zustand, andere bedurften der Instandsetzung. 1832 verfügte Colonel Morshead, Chief Royal Engineer, den Abbruch aller Türme. Letztendlich wurde von einem Abriss Abstand genommen und die vorhandenen Türme wurden an die lokalen Behörden übergeben.